# Daniel Chipenda
Daniel Júlio Chipenda "Sango" (Lobito, 15 de maio de 1931 - Cascais, 28 de fevereiro de 1996) foi um diplomata, militar e futebolista angolano. É mais reconhecido por ter sido um dos principais intervenientes da Guerra de Independência de Angola pelo Movimento Popular de Libertação de Angola (MPLA), onde se destacou como comandante da Frente Leste antes de criar a Revolta de Leste, uma facção do MPLA. Em 1974 junta-se à Frente Nacional de Libertação de Angola (FNLA), de onde sai para, de novo, integrar o MPLA em 1989; sai novamente em julho de 1992. Daniel Chipenda era da etnia dos ovimbundos.

## Biografia
Daniel Chipenda nasceu em Lobito, província de Benguela, em 15 de maio de 1931. Seu pai era o reverendo Jessé Chiúla Chipenda, pastor e primeiro líder nacional negro da Igreja Evangélica Congregacional em Angola (IECA), e sua mãe era a costureira Teresa Laurinda Chipenda. Seu irmão mais velho é o reverendo e militante dos direitos humanos José Belo Chipenda.
Casou-se com a escritora Eva de Carvalho Chipenda e teve dois filhos. Conseguiu uma bolsa de estudos e rumou para estudar geologia na Universidade de Coimbra, passando a trabalhar como desportista para sustentar a família.
No período em Portugal, entre 1956 e 1961, foi futebolista na posição avançado do Sport Lisboa e Benfica e da Associação Académica de Coimbra – Organismo Autónomo de Futebol. Chegou a ser campeão pelo Benfica da Primeira Divisão de 1956–57 do Campeonato Português de Futebol. Enquanto na Académica de Coimbra foi titular e um dos principais pontas-de-lança e goleadores da equipa. Sua carreira no futebol foi encerrada precocemente por suas atividades políticas que lhe fizeram ser preso em 21 de junho de 1961.
Articula em Lisboa a criação da Juventude do Movimento Popular de Libertação de Angola (JMPLA), e mesmo no exterior (a referida ala jovem foi fundada oficialmente em Quinxassa) é eleito seu primeiro presidente. Foge de Portugal em setembro de 1962 com um passaporte concedido pelo Marrocos, seguindo com a família até chegar em Quinxassa, onde ainda localizava-se a sede em exílio do MPLA e da JMPLA. No período de tensões entre o MPLA e o governo quinxassa-congolês chega a ser preso.
Entre março e abril de 1964 participa como líder da JMPLA na reunião de estudantes em que Jonas Savimbi propõe unificar a União dos Estudantes Negros de Angola (UNEA) e a União Geral dos Estudantes da África Negra sob Dominação Colonial Portuguesa (UGEAN). Segue, em abril de 1964, para a Assembleia Geral do Fórum Mundial da Juventude.
Em setembro de 1964 começa a fazer os preparativos para o que viria a ser a exitosa "Frente Leste" do Exército Popular de Libertação de Angola (EPLA), a ala armada do MPLA. Segue para Lusaca, na Zâmbia, para instalar o novo escritório operacional do partido. Acaba por ser supreendido por uma prisão inesperada por porte ilegal de armas e propaganda política com Ciel da Conceição e Costa. Dois meses depois é libertado.
O partido passa a o destacar para atividades diplomáticas em Gana e na Tanzânia a partir de 1965.
Em maio de 1966 Chipenda passou a liderar a Frente Leste, aumentando enormemente a zona de influência do MPLA em Angola. Quando esta frente foi reconquistada pelas tropas portuguesas, em 1972, Chipenda e Agostinho Neto, líder do MPLA, acusaram-se mutuamente pela derrota. Em 1972, a União Soviética passou a apoiar a facção de Chipenda. Em 1973, o governo soviético convidou Neto a deslocar-se a Moscovo e informou-o que Chipenda o pretendia assassinar. A União Soviética reafirmou o seu apoio ao MPLA, com Neto na sua liderança, em 1974.
A seguir à Revolução dos Cravos, em Portugal, em 1974, Joaquim Pinto de Andrade, então presidente de honra do MPLA, organizou um congresso do movimento em Lusaca. Neto e Chipenda tinham 165 delegados, cada um, e Mário Pinto de Andrade, da facção Revolta Activa, tinha 70. Chipenda liderava a facção Revolta de Leste. Após vários dias de negociação, a facção de Neto sai do congresso, mantendo-se o MPLA dividido em três facções. Chipenda deixa o MPLA, levando consigo cerca de 2000 militares de elite do MPLA. Chipenda opunha-se à liderança do MPLA acusando-a de ser demasidado influenciada pela ideias europeias, e mantinha uma certa cautela face ao apoio da União Soviética. Em setembro de 1974, Chipenda junta-se à FNLA, apenas regressando ao MPLA em 1989.[carece de fontes?]
Chipenda foi designado por Holden Roberto a liderar as tropas da ala armada da FNLA, o Exército de Libertação Nacional de Angola (ELNA), que lutariam pela tomada de Luanda. Com suas tropas derrotadas na capital angolana pela aliança MPLA-Cuba, retira-se para o Cuando-Cubango, montando seis bases militares do ELNA/FNLA nos vales dos rios Cubango e Cuanavale. Em março de 1976, no avanço das tropas ango-cubanas, e sem armamento e pessoal para enfrentá-los, o chamado "Esquadrão Chipenda" abandonou Angola e tornou-se a base principal de formação do 32º Batalhão de Elite da África do Sul, a legião estrangeira do regime do apartheid.
Em Portugal, na década de 1980, fundou a Convergência Nacional Angola (CNA), um movimento político que se opunha ao MPLA, com o apoio do médico angolano António Ferrão Pinto Leite Paiva.
Em 1989 é nomeado Embaixador Extraordinário e Plenipotenciário da Republica Popular de Angola na Republica Árabe do Egipto, cargo que ocupa até 1992, sendo exonerado para disputar a Presidência nacional como nome independente nas eleições gerais em Angola em 1992.
Morreu em sua residência em Cascais, Portugal, em 28 de fevereiro de 1996.